# Fotbal Club FCSB
Pour les articles homonymes, voir Steaua.
Maillots
Actualités
Dernière mise à jour : 5 mai 2024.
Le SC Fotbal Club SB, nommé jusqu'en 2017 Fotbal Club Steaua Bucarest, connu comme Steaua ou simplement FCSB, est un club roumain de football professionnel basé à Bucarest. Fondée en 1947 sous le nom d'Asociația Sportivă a Armatei București, le club a passé toute son histoire dans la Liga I, en première division roumaine.
Renommé en Roumanie mais aussi en Europe, le Steaua est le club roumain qui a joué le plus de fois en Ligue des champions.
Le club était à l'origine une émanation du club omnisports de l'armée roumaine, le CSA Steaua Bucarest. En 1998, le club et les installations ont été vendus à un groupe d'actionnaires dans le cadre d'une politique de privatisation suivant la chute du régime communiste. Cinq ans plus tard, l'un des actionnaires, George Becali devient pleinement propriétaire du club. Cependant, en 2011, l'armée roumaine poursuit le club de football concernant la propriété de la marque Steaua et de ses distinctions honorifiques, ce qui a entraîné de nombreux procès et le changement de nom du club en FCSB début 2017,.

## Histoire du club

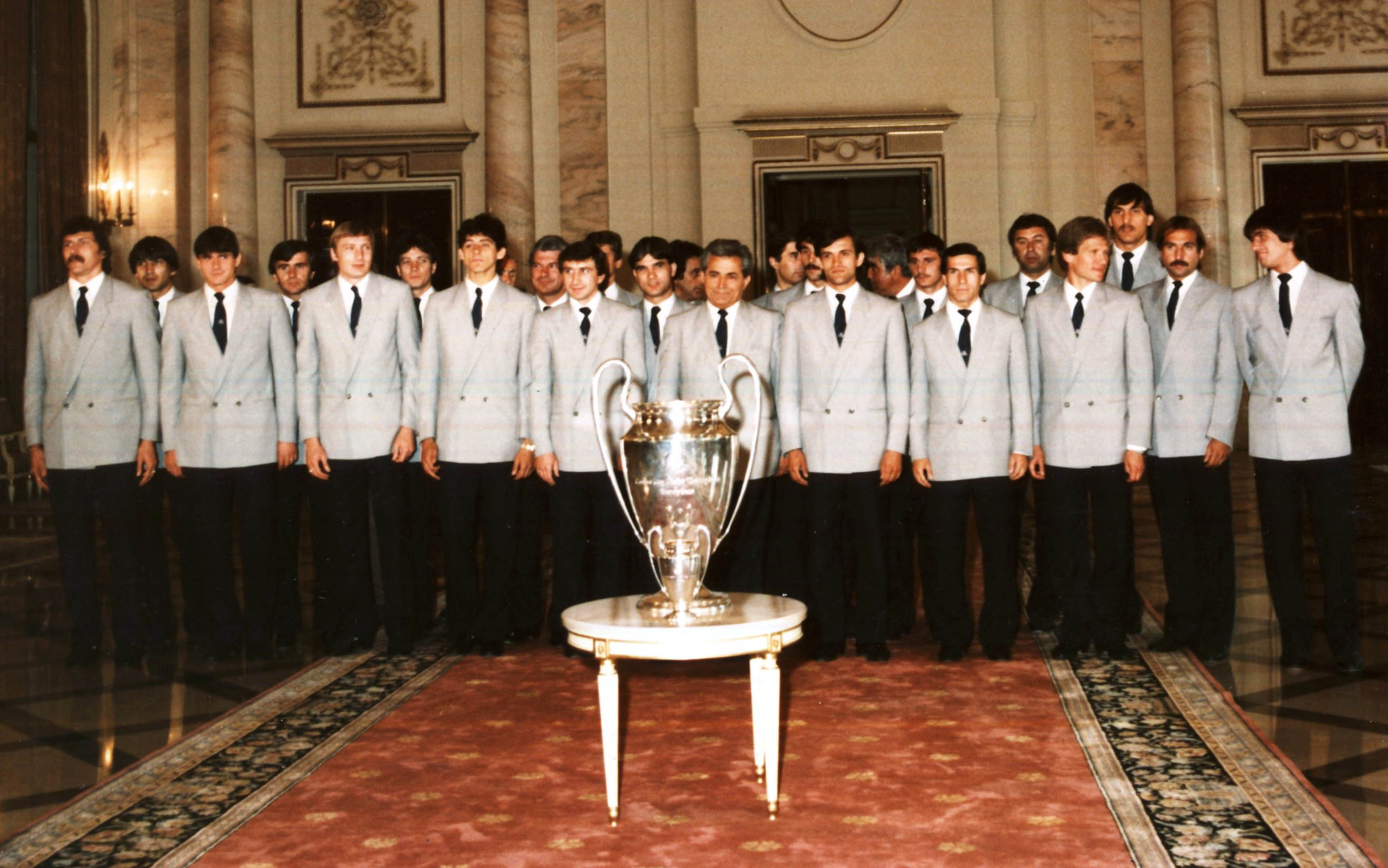
Les joueurs du Steaua après leur sacre à la Coupe des clubs champions européens 1985-1986

Le Fotbal Club Steaua București (L’étoile de Bucarest) a vu le jour le 7 juin 1947, par un ordre du Ministre de la Défense, Mihai Lascăr. À l’été 1946, quelques généraux et officiers supérieurs de l’armée roumaine ont entamé les démarches pour la création d’un club militaire et d’une équipe de football représentatifs de l’armée. Quelques mois plus tard, au printemps 1947, le club Asociația Sportivă a Armatei (L’Association Sportive de l’Armée) est créé.
Ștefan Septville, capitaine de l’équipe, devient également son responsable technique. La même année, alors qu’elle doit jouer un match de barrage pour son accession en Divizia B (seconde division), l’AS Armata Bucarest est directement admise en Divizia A, l’élite roumaine, à la place de l’équipe Carmen, exclue de toute activité sportive. Le premier entraîneur du promu est Coloman Braun-Bogdan. Devenue entretemps Casa Centrală a Armatei (La Maison Centrale de l’Armée), le club remporte son premier championnat en 1951, sous la baguette de Gheorghe Popescu, lieutenant à l’époque de la création de l’équipe. CCA gagnera encore 5 titres de Champion de Roumanie en 10 ans. Et c’est à l’été 1962 que l’équipe prend son nom actuel : Steaua București.

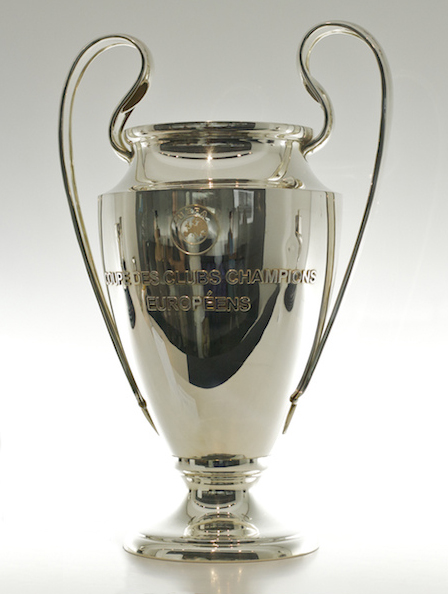
Le Steaua Bucarest champion d'Europe 1986.

Son titre le plus glorieux restant la Coupe des clubs champions européens de 1986, remportée à Séville le 7 mai 1986 face au FC Barcelone, grâce notamment à son gardien Helmuth Duckadam, héros de cette soirée en arrêtant les 4 tirs au but catalans (0-0, 2-0 aux tirs au but). Le Steaua battra ensuite le Dynamo Kiev en Supercoupe d’Europe (1-0, but de Gheorghe Hagi) au stade Louis-II, à Monaco.

En 2013, le Steaua remporte son 24e titre national et a par la suite atteint la phase de groupes de la Ligue des champions de l'UEFA 2013-2014. Il répète sa performance précédente au cours de chacune des deux prochaines années, remportant le championnat en 2014 et 2015.

Composition des équipes de la finale de la coupe des clubs champions 1986.

Après que le ministère de la Défense eut engagé une action en justice contre le FC Steaua București en 2011, affirmant que l'armée roumaine était les propriétaires légitimes du logo, des couleurs, des titres et du nom du Steaua, le Comité exécutif de la Fédération roumaine de football approuve une demande de modifier le nom du club de « SC Fotbal Club Steaua Bucureşti SA » en « SC Fotbal Club FCSB SA » le 30 mars 2017,, à la suite de nouvelles décision de justice. Le CSA Steaua Bucarest avait déjà annoncé qu'il recréerait sa section football à l'été de la même année. George Becali a toutefois annoncé que son équipe conserverait ses titres et le Coefficient UEFA, et espérait également retrouver son nom dans un avenir proche.
Entre 2016 et 2019, le FCSB termine à chaque fois en tant que finaliste de la ligue, devenant ainsi le premier club en Roumanie à le faire pour la quatrième année consécutive.

### Palmarès
FCSB possède l'une des vitrines les plus impressionnantes du football avec 56 titres acquis .
| Compétitions nationales | Compétitions internationales |
| - Championnat de Roumanie (28) - Champion : 1951, 1952, 1953, 1956, 1960, 1961, 1968, 1976, 1978, 1985, 1986, 1987, 1988, 1989, 1993, 1994, 1995, 1996, 1997, 1998, 2001, 2005, 2006, 2013, 2014, 2015, 2024 et 2025 - Vice-champion : 1954, 1958, 1963, 1977, 1980, 1984, 1990, 1991, 1992, 2003, 2004, 2007, 2008, 2016, 2017, 2018, 2019, 2021, 2022 et 2023 - Coupe de Roumanie (23) - Vainqueur : 1949, 1950, 1951, 1952, 1955, 1962, 1966, 1967, 1969, 1970, 1971, 1976, 1979, 1985, 1987, 1989, 1992, 1996, 1997, 1999, 2011, 2015 et 2020 - Finaliste : 1953, 1964, 1977, 1980, 1984, 1986, 1990, 1999, 2005, 2011, 2015 et 2020 - Supercoupe de Roumanie (7) - Vainqueur : 1994, 1995, 1998, 2001, 2006, 2013 et 2024 - Finaliste : 1999, 2005, 2011, 2015 et 2020 - Coupe de la Ligue roumaine (2) - Vainqueur : 2015 et 2016 | - Ligue des champions (1) - Vainqueur : 1986 - Finaliste : 1989 - Supercoupe de l'UEFA (1) - Vainqueur : 1986 - Coupe intercontinentale - Finaliste : 1986 |

## Couleurs et blasons

### Crêtes
Au cours de sa première saison, 1947-1948, le Steaua portait des chemises à rayures jaunes et rouges avec des shorts bleus, pour symboliser le drapeau tricolore de la Roumanie.  À partir de la saison suivante et avec le changement d'identité de l'armée de l'armée royale à l'armée populaire, le jaune est progressivement abandonné, de sorte que les couleurs officielles restent, jusqu'à ce jour, le rouge et le bleu.

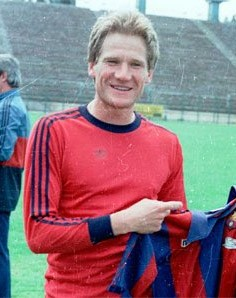
László Bölöni posant dans une tenue d'entraînement rouge-bleu en 1986.

Alors que les communistes assumaient le contrôle total du pays le 30 décembre 1947,  l'Armée royale se transforma automatiquement en Armée populaire et en ASA avec elle. S'inspirant de l' Armée rouge , le nouveau ministère de la Défense a décidé de créer un écusson pour le club, ainsi que le changement de nom en CSCA, consistant en une étoile rouge étiquetée A (symbole de l'Armée rouge) sur un disque bleu.
Deux ans plus tard, le changement de nom en CCA a entraîné un nouveau blason composé de la même étoile rouge étiquetée CCA entourée d'une couronne de laurier. L'étoile omniprésente sur l'écusson s'impose enfin sur le nouveau nom du Steaua dès 1961. On opte pour un écusson qui, redessiné, reste à ce jour l'emblème du club : le fond rayé rouge et bleu avec une étoile dorée au milieu, pour symboliser le drapeau tricolore roumain. La forme de l'emblème a été repensée en 1974, une fois que l'équipe a déménagé au Stadionul Ghencea.
À la suite de la révolution roumaine, l'armée a décidé de rompre tout lien avec le régime communiste défunt, ainsi, en 1991, CSA Steaua a eu un dernier changement de crête avec un aigle également présent sur les armoiries du ministère de la Défense et aussi sur celles de la Roumanie. Lorsque le FC Steaua est apparu en 1998, le club a ajouté deux étoiles jaunes au-dessus de l'insigne CSA Steaua signifiant ses 20 titres de champions remportés, ainsi que la spécification Fotbal Club .
En 2003, le nouveau conseil d'administration dirigé par George Becali a décidé de changer la crête, qui était un retour à l'ancien emblème de 1974-1991, redessiné avec les deux étoiles jaunes sur le dessus. Le club a commencé à utiliser l'acronyme du nom FCSB avant le changement officiel de nom en 2017.

Le ministère de la Défense nationale a poursuivi le Steaua en 2011, affirmant que l' armée roumaine était, entre autres, le propriétaire légitime du logo Steaua.  La Cour suprême s'est prononcée en faveur de l'armée et, le 3 décembre 2014, a dépouillé le club de football de son insigne.  Le Steaua a été contraint de jouer son prochain match à domicile, contre le CSM Studențesc Iași , sans cela sur le tableau d'affichage du stade.  Un nouvel insigne a été dévoilé en janvier 2015, une étoile à huit côtés contenant les lettres "FCSB", qui deviendra finalement le nom officiel du club en 2017. 

Logo d'avant 2015
Logo depuis 2015

### Couleurs
Le Steaua n'a jamais eu de kit de jeu standard. Cependant, le plus largement utilisé à travers le temps était la combinaison de chemises rouges, de shorts bleus et de chaussettes rouges. D'autres variantes ont été tout rouge, tout bleu et aussi des chemises à rayures verticales rouges et bleues dans les années 1960 et 1970. Les autres couleurs de kit ont très rarement été utilisées. Les exceptions étaient la finale de la Coupe d'Europe 1986dans lequel le Steaua portait, pour la seule fois de son histoire, un kit entièrement blanc, le kit extérieur 1999–00 (jaune et rouge), le troisième kit 2005–06 (jaune et noir), le kit extérieur 2008–2010 ( une nuance de jaune-vert fluo), le kit extérieur 2010–12 et 2014–16 (tout jaune), le kit extérieur 2012–14 (chemises entièrement bleu ciel ou bleu ciel avec short et chaussettes bleu marine foncé). Pour les saisons 2016-17 et 2017-18, le kit extérieur était entièrement blanc. Pour les saisons 2018-19 et 2019-2020, le kit extérieur était bleu glacier avec une teinte plus foncée sur les manches. Pour les saisons 2020–21 et 2021–22, le kit est à nouveau tout blanc.

#### Fabricants de kits et sponsors de chemises
Son kit est fabriqué par Nike , qui détient le contrat depuis 2002, après un long partenariat avec Adidas .  Les sponsors du maillot de la première équipe sont la société de paris Betano depuis 2022.  Les sponsors précédents incluent Ford ,  Castrol , Philips , CBS , Bancorex , Dialog , BCR , RAFO , CitiFinancial et City Insurance.

### Adversaires européens
Au 11 août 2025
- FK Shkëndija
- Bayern Munich (à 2 reprises)
- Borussia Dortmund (à 3 reprises)
- Hertha BSC
- Hoffenheim BSC
- Schalke 04 (à 2 reprises)
- VfB Stuttgart
- Inter Club d'Escaldes
- Arsenal FC
- Aston Villa
- Chelsea FC (à 2 reprises)
- Liverpool FC (à 2 reprises)
- Manchester City
- Middlesbrough FC
- Southampton FC
- West Ham United (à 2 reprises)
- Alashkert FC
- Shirak FC
- Austria Vienne (à 2 reprises)
- SV Casino Salzbourg
- LASK Linz (à 2 reprises)
- Qarabağ FK
- Club Bruges (à 2 reprises)
- Royal Antwerp
- RSC Anderlecht (à 4 reprises)
- Standard de Liège (à 3 reprises)
- BATE Borisov
- Neman Grodno
- Botev Plovdiv
- CSKA Sofia (à 3 reprises)
- CSKA 1948
- Ludogorets Razgrad
- Dinamo Zagreb (à 2 reprises)
- Hajduk Split
- AEK Larnaca
- Anorthosis
- Omonia Nicosie
- AaB
- AGF Århus
- FC Copenhague
- FC Nordsjælland
- FC Midtjylland
- Silkeborg IF
- Vejle BK
- Motherwell
- Rangers (à 4 reprises)
- Flora Tallinn
- Levadia Tallinn
- Athletic Bilbao
- Atlético de Madrid
- FC Barcelone (à 3 reprises)
- Real Betis
- Real Madrid
- Séville FC (à 2 reprises)
- Sporting de Gijón
- Valence CF (à 3 reprises)
- Villarreal CF (à 2 reprises)
- FC Kuusysi
- SC Bastia
- RC Lens
- Olympique lyonnais (à 3 reprises)
- AS Monaco (à 2 reprises)
- Montpellier HSC
- FC Nantes
- Paris Saint-Germain
- RC Strasbourg Alsace
- Dinamo Tbilissi
- FC Iberia 1999 (FC Saburtalo)
- Olympiakós
- Panathinaïkós
- PAOK Salonique (à 2 reprises)
- Budapest Honvéd
- MTK Budapest
- Újpest FC
- Bohemian FC
- Shelbourne FC
- St. Patrick's FC
- Derry City FC
- Glentoran FC
- Fram Reykjavik
- Hapoël Beer-Sheva
- Maccabi Haïfa
- Maccabi Tel Aviv
- AS Rome
- ACF Fiorentina
- Genoa CFC
- Juventus FC
- SS Lazio
- AC Milan
- SSC Naples
- Parme FC
- UC Sampdoria
- FK Aktobe
- FC Shakhter
- FC RFS
- FK Ekranas
- FK Sloga Jugomagnat
- FK Vardar
- Hibernians FC
- FC Milsami Orhei
- FC Sheriff Tiraspol
- Molde FK
- Rosenborg (à 2 reprises)
- Strømsgodset IF
- Vålerenga
- Viking FK
- Ajax Amsterdam
- PSV Eindhoven (à 2 reprises)
- SC Heerenveen
- FC Twente (à 2 reprises)
- FC Utrecht
- Legia Varsovie
- Widzew
- Zagłębie Lubin
- SL Benfica (à 2 reprises)
- Rio Ave FC
- Sporting CP
- Vitória Guimarães
- Rapid Bucarest
- Spartak Moscou
- AC Virtus
- FK TSC Bačka Topola
- Partizan Belgrade
- FK Železnik
- AS Trenčín
- DAC Dunajská Streda
- Spartak Trnava (à 2 reprises)
- ND Gorica
- NK Rudar Velenje
- Halmstads BK
- IFK Göteborg
- FC Bâle
- Grasshopper Club Zurich
- FC Lugano
- FC Saint-Gall
- Servette FC
- BSC Young Boys
- FC Zurich
- FK Mlada Boleslav
- SK Slavia Prague (à 2 reprises)
- FC Slovan Liberec
- AC Sparta Prague (à 3 reprises)
- FC Viktoria Plzeň  (à 2 reprises)
- Beşiktaş
- Fenerbahçe (à 2 reprises)
- Galatasaray (à 2 reprises)
- Osmanlıspor
- Dynamo Kiev (à 4 reprises)
- Karpaty Lviv

## Personnalités du club

### Entraîneurs
| - Coloman Braun-Bogdan (1948) - Colea Vâlcov (1948-1949) - Francisc Rónnay (1950) - Gheorghe Popescu (1951-1953) - Francisc Rónnay (1953-1954) - Ilie Savu (1954-1955) - Ștefan Dobay (1956) - Ilie Savu (1958) - Angelo Niculescu (1958) - Gheorghe Popescu (1958-1960) - Ștefan Onisie (1960-1961) - Eugen Mladin (1961) - Gheorghe Popescu (1962) - Ștefan Onisie (1962-1963) - Gheorghe Ola (1963-1964) - Ilie Savu (1964-1967) - Ștefan Kovacs (1967-1970) - Ștefan Onisie (1970-1971) - Valentin Stănescu (1971-1972) - Gheorghe Constantin (1972-1973) - Constantin Teașcă (1974-1975) - Emerich Jenei (1975-1978) - Gheorghe Constantin (1978-1981) - Traian Ionescu (1981) - Constantin Cernăianu (1981-1983) | - Emeric Jenei (1983-1984) - Florin Halagian (1984) - Emeric Jenei (1984-1986) - Anghel Iordănescu (1986-1990) - Costică Ștefănescu (1990) - Bujor Hălmageanu (1991) - Emeric Jenei (1991) - Victor Pițurcă (1992) - Anghel Iordănescu (1992-1993) - Emeric Jenei (1993-1994) - Dumitru Dumitriu (1994-1997) - Mihai Stoichiță (1997-1998) - Emeric Jenei (1998-2000) - Victor Pițurcă (2000-2002) - Cosmin Olăroiu (2002) - Victor Pițurcă (2002-2004) - Walter Zenga (2004-2005) - Dumitru Dumitriu (2005) - Oleg Protásov (2005-2006) - Cosmin Olăroiu (2006-2007) - Gheorghe Hagi (2007) - Massimo Pedrazzini (2007) - Marius Lăcătuș (2007-2008) - Massimo Pedrazzini (2008) - Dorinel Munteanu (2008) | - Marius Lăcătuș (2009) - Cristiano Bergodi (2009) - Mihai Stoichiță (2009-2010) - Ilie Dumitrescu (août-septembre 2010) - Marius Lăcătuș (septembre 2010-mars 2011) - Sorin Cârțu (mars-mai 2011) - Cosmin Olăroiu (mai-juin 2011) - Ronny Levy (juin-septembre 2011) - Ilie Stan (septembre 2011-mars 2012) - Mihai Stoichiță (mars 2012-2012) - Laurențiu Reghecampf (mai 2012-2014) - Constantin Gâlcă (2014-2015) - Mirel Rădoi (2015) - Dumitru Dumitriu (2015) - Laurențiu Reghecampf (2015-2017) - Nicolae Dică (2017-2018) - Mihai Teja (2018-mai 2019) - Bogdan Andone (mai 2019-août 2019) - Bogdan Vintilă (août 2019-juillet 2020) - Anton Petrea (juillet 2020-juillet 2021 et depuis novembre 2021) - Dinu Todoran (juillet 2021-août 2021) - Edward Iordănescu (août 2021-novembre 2021) |

### Effectif actuel (2025-2026)

#### Joueurs prêtés
| N° | Nat.                   | Poste | Nom du joueur                      |
| -- | ---------------------- | ----- | ---------------------------------- |
| 29 | Drapeau de la Roumanie | M     | Laurențiu Vlăsceanu (à l'UTA Arad) |
| 77 | Drapeau de la Roumanie | A     | Andrei Gheorghiță (à l' U Cluj)    |
|    | Drapeau de la Roumanie | G     | Alexandru Maxim (au FC Voluntari)  |
|    | Drapeau du Ghana       | D     | Nana Antwi (au FC Hermannstadt)    |

| No. | Nat.                   | Position | Nom du joueur                             |
| --- | ---------------------- | -------- | ----------------------------------------- |
|     | Drapeau de la Roumanie | D        | Ricardo Pădurariu (au Corvinul Hunedoara) |
|     | Drapeau de la Roumanie | D        | Răzvan Radu (au Metalul Buzău)            |
|     | Drapeau de la Roumanie | A        | Ianis Vencu (au FC Voluntari)             |

#### Statistiques
| Nom                 | Matchs | Carrière au club     |
| ------------------- | ------ | -------------------- |
| Tudorel Stoica      | 370    | 1975–1989, 1990–1991 |
| Marius Lăcătuș      | 357    | 1983–1990, 1993–2000 |
| Anghel Iordănescu   | 317    | 1968–1982, 1985–1986 |
| Iosif Vigu          | 313    | 1966–1973, 1974–1980 |
| Ștefan Iovan        | 291    | 1980–1991, 1992–1993 |
| Ștefan Sameș        | 274    | 1973–1983            |
| Lajos Sătmăreanu    | 271    | 1965–1975            |
| Gheorghe Constantin | 264    | 1955–1969            |
| Teodor Anghelini    | 264    | 1974–1984            |
| Gavril Balint       | 263    | 1980–1990            |

| Nom                 | Buts | Matchs | Carrière au club                |
| ------------------- | ---- | ------ | ------------------------------- |
| Anghel Iordănescu   | 155  | 317    | 1968–1982, 1985–1986            |
| Gheorghe Constantin | 148  | 264    | 1955–1969                       |
| Victor Pițurcă      | 137  | 174    | 1983–1989                       |
| Florea Voinea       | 106  | 197    | 1961–1970, 1972–1973            |
| Marius Lăcătuș      | 98   | 357    | 1983–1990, 1993–2000            |
| Marcel Răducanu     | 94   | 229    | 1972–1981                       |
| Gheorghe Hagi       | 93   | 128    | 1986–1990                       |
| Ion Alecsandrescu   | 88   | 168    | 1950–1951, 1953–1961            |
| Viorel Năstase      | 77   | 177    | 1971–1980                       |
| Ilie Dumitrescu     | 75   | 172    | 1986–1987, 1988–1994, 1998–1999 |

### Joueurs emblématiques
- Ion Alecsandrescu
- Alexandru Apolzan
- Geraldo Alves
- Marius Baciu
- Gavril Balint
- Lucian Bălan
- Adrian Bumbescu
- Miodrag Belodedici
- Ladislau Bölöni
- Alexandru Bourceanu
- Alexandru Chipciu
- Vlad Chiricheș
- Gheorghe Constantin
- Marius Ciugarin
- Nicolae Dică
- Anton Doboș
- Helmuth Duckadam
- Ilie Dumitrescu
- Ion Dumitru
- Nana Falemi
- Iulian Filipescu
- Constantin Gâlcă
- Florin Gardoș
- Daniel Georgievski
- Dorin Goian
- Paweł Golański
- Tiago Gomes
- Gheorghe Hagi
- Adrian Ilie
- Anghel Iordănescu
- Vasile Iordache
- Ștefan Iovan
- Emeric Jenei
- Pantelís Kapetános
- Claudiu Keșerü
- Houssine Kharja
- Marius Lăcătuș
- Iasmin Latovlevici
- Erik Lincar
- Silviu Lung
- Mihail Majearu
- Andrés Mendoza
- Dayro Moreno
- Petre Moldoveanu
- Viorel Năstase
- Mihai Neșu
- George Ogăraru
- Basarab Panduru
- Dan Petrescu
- Mircea Petescu
- Victor Pițurcă
- Gheorghe Popescu
- Iosif Petschovschi
- Andrei Prepeliță
- Daniel Prodan
- Mirel Rădoi
- Marcel Răducanu
- Laurențiu Roșu
- Iosif Rotariu
- Raul Rusescu
- Ștefan Sameș
- Lucian Sânmărtean
- Dennis Șerban
- Ilie Stan
- Nicolae Stanciu
- Bogdan Stancu
- Dumitru Stângaciu
- Tudorel Stoica
- Łukasz Szukała
- Cristian Tănase
- Ciprian Tătărușanu
- Cyril Théréau
- Juan Carlos Toja
- Fernando Varela
- Ion Vlădoiu
- Florea Voinea
- Ion Voinescu
- Róbinson Zapata

## Structures du club

### Stades

#### Steaua Stade

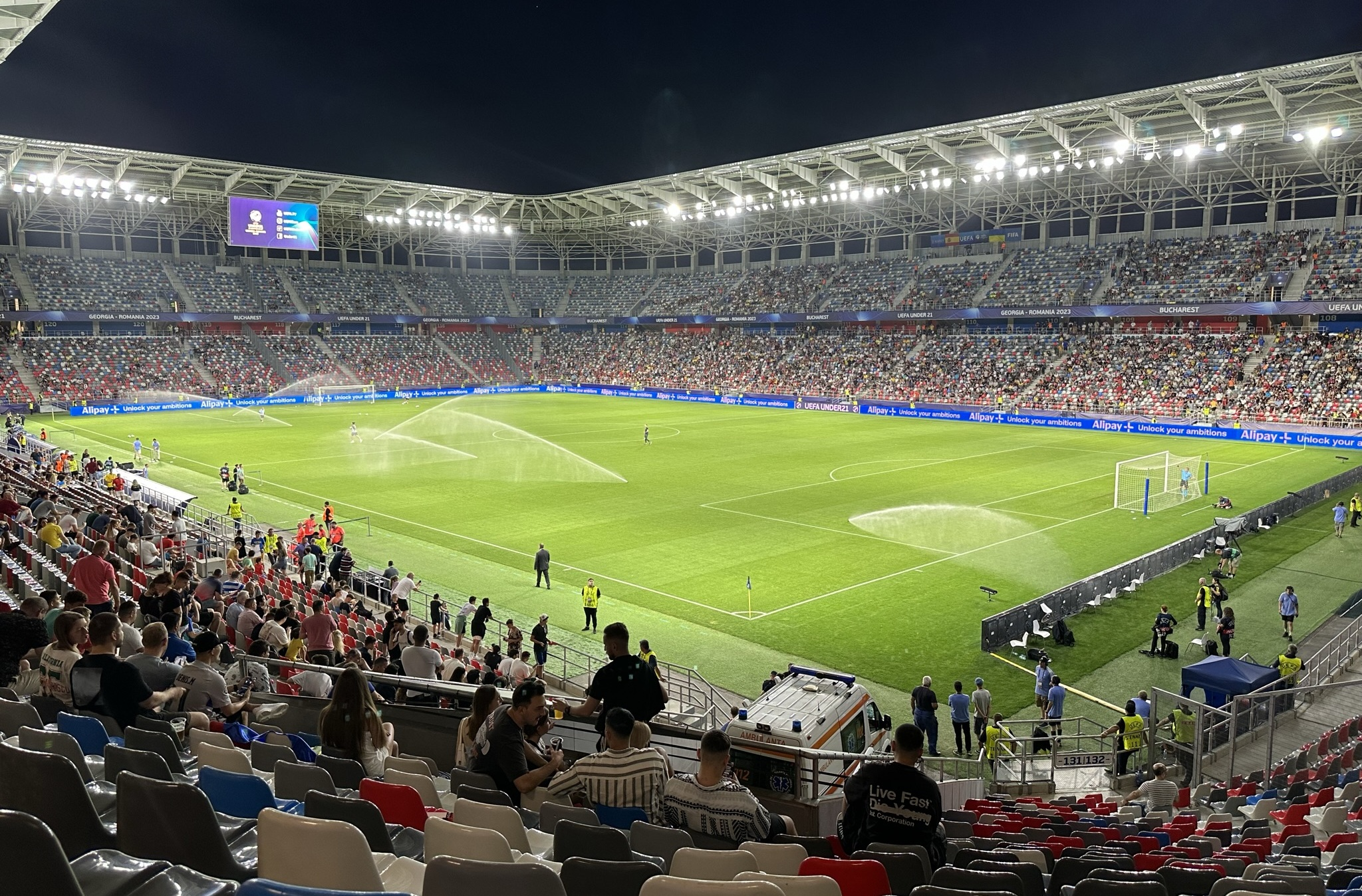
Stade Steaua, le stade de FCSB depuis 1974 et 2015.

Le Steaua a disputé les trois premiers matches de son histoire dans le défunt stade Venus . Ouvert en 1931, le lieu était auparavant dans la propriété de Venus București , un club dissous en 1949.  Après la démolition de ce terrain sur ordre du régime communiste, le Steaua a joué ses matchs à domicile dans l'un des trois plus grands multi- utilisent les stades : ANEF, Republicii (construit en 1926 et démoli en 1984 pour faire place à l'érection de la Casa Poporului ) et 23 August (construit en 1953). De ces deux, le 23 août (rebaptisé plus tard Național) était principalement utilisé lorsque deux matches entre clubs de Bucarest étaient programmés dans la même journée ou pour des matches européens importants, tandis que Republicii pour les matches réguliers du championnat.
De 1974 à 2015, le Steaua a disputé ses matchs à domicile au Stadionul Ghencea , un stade de football situé au sud-ouest de Bucarest. Faisant partie du Complexul Sportiv Steaua , il a été inauguré le  avril 1974 lorsque le Steaua a disputé un match amical contre l' OFK Beograd , à l'époque c'était le premier stade réservé au football jamais construit en Roumanie communiste, sans installations d'athlétisme . Le stade a été construit sur ordre du ministère de la Défense nationale à l'intérieur d'une ancienne base militaire et a longtemps été utilisé par le CSA Steaua .
La capacité d'origine était de 30 000 sur bancs. Une rénovation générale a eu lieu en 1991; cela comprenait l'installation de sièges, ce qui a fait chuter la capacité à 28 365.  Après une deuxième rénovation en 2006,  Ghencea a pu accueillir des événements de la Ligue des champions de l'UEFA , étant une arène de «catégorie 3» selon le système de classification de l'UEFA .
L' équipe nationale de Roumanie a également été locataire de nombreux matches.

#### Arena Nationala Stade
En attendant le FCSB dispute ces matchs à l'Arena Națională depuis 2015. C'est un stade qui comporte 55 600 places et accueille aussi l'équipe nationale de Roumanie.

### Centre d'entrainement et de formation

#### Complexe Sportif ARCOM
Baza Sportivă ARCOM est un complexe sportif à Bucarest , en Roumanie . Il est actuellement utilisé uniquement pour les matchs de football , est le terrain du FCSB II et de la FCSB Academy et est également utilisé pour les entraînements. Le complexe de football a été construit par George Becali à l'emplacement de l'ancienne centrale à béton ARCOM, après que son club a été expulsé du stade Steaua et du complexe sportif de Ghencea en raison du conflit avec le ministère de la Défense nationale et le CSA Steaua București . Le complexe de football dispose de 4 terrains (3 avec un terrain en gazon et 1 avec un gazon artificiel) et peut accueillir 1 000 personnes

#### Complexe Sportif Ghencea
Complexul Sportiv Ghencea , est un complexe sportif à Bucarest , en Roumanie . Il est actuellement utilisé principalement pour les matchs de football , de rugby , de water-polo et de tennis , ainsi que pour les compétitions d'escrime , de gymnastique et de natation . Le complexe a été construit entre 1948 et les années 1970 par le ministère de la Défense nationale , qui est également l'actuel propriétaire du complexe.  L'opérateur principal est CSA Steaua București , club sportifgéré par la même institution.

## Finances
Le Steaua était auparavant connu comme le club de l' armée roumaine , qui l' a fondé en 1947 en tant que société sportive .  L'armée continue de posséder la société sportive, nommée CSA Steaua București . Le département de football, cependant, s'est séparé et est devenu privé en 1998, détenu et financé par une organisation à but non lucratif appelée AFC Steaua București, présidée par l'homme d'affaires Viorel Păunescu.
En janvier 2003, l'équipe aurait été rendue publique sous la direction de l'investisseur et ancien homme politique George Becali , qui avait déjà acheté 51% des actions de la société et acquis plus tard le reste pour devenir propriétaire du club. À l'heure actuelle, Becali n'a aucun lien officiel avec le FCSB, car il a progressivement renoncé à ses actions. Cependant, les faits que les actionnaires actuels, qui incluent plusieurs de ses neveux, sont des personnes fidèles à lui et qu'il est toujours responsable du FCSB sont évidents. Une explication non officielle de cette situation est représentée par le lourd montant d'impôts impayés accumulés par l'ancienne société dirigeante, AFC Steaua București, dont le paiement envers l'administration fiscale a été évité de cette manière en transférant ses actifs à la société nouvellement constituée, avec le ancienne association en liquidation judiciaire.
George "Gigi" Becali est une figure très controversée du FCSB, dont l'implication dans la vie du club et de l'équipe a souvent été décrite comme autoritaire et dictatoriale tant par les médias que par les supporters.

## Culture populaire
Le Steaua étant actuellement l'équipe de football la plus populaire de Roumanie  , bon nombre de musiciens ou de réalisateurs de télévision et de cinéma se sont inspirés d'idées liées au club basé à Ghencea. La référence populaire, cependant, n'est apparue qu'après la révolution roumaine, car auparavant, les programmes des médias de masse étaient principalement contrôlés par l'ancien régime communiste. Le film roumain Furia de 2002 dépeint des scènes dans lesquelles des gangs de supporters du Steaua et du Dinamo se battent dans les rues après un match direct entre les deux équipes.  L'émission comique de Prima TV Mondenii diffuse souvent des sketches parodiant le propriétaire du Steaua, George Becali, les joueurs et d'autres représentants du club.  Séries télévisées professionnellesLa bloc a diffusé un épisode dans lequel les personnages Nelu et Costel sont présentés comme représentant le Steaua dans un match de parking contre deux autres voisins représentant le Dinamo.
Plusieurs autres exemples musicaux peuvent être attribués au Steaua. Outre les hymnes de club joués au fil du temps par Marcel Pavel , Bere Gratis , Gaz pe Foc , un album est sorti en 2006 sous forme de compilation de Mircea Vintilă , Chicanos , Bogdan Dima et plusieurs autres artistes.  Delikt et Ultras sont deux anciens groupes de hip-hop dont les membres ont classé la défunte brigade Armata Ultra et se présentaient toujours en affichant du matériel de fan. De plus, Voltaj , dans leur chanson 'MSD2', fait référence aux fans de la ligne " Poți să fii câine sau poți fi stelist" ("Vous pouvez être un chien  ou vous pouvez être un fan du Steaua").
L'une des références les plus célèbres de la culture pop à propos du club est l'association avec la chanson Maria de Scooter , chantée pour la première fois spontanément en 2003 par les fans de Peluza Nord après que l'équipe ait marqué. Depuis, il a été adopté comme hymne non officiel du club et est joué au stade à chaque match, chanté ensemble par les supporters. Néanmoins, la chanson commence à perdre de sa popularité, principalement parce qu'elle est devenue trop commerciale et que de nombreux fans ne se sentent plus liés à elle.

## Rivalités
La rivalité la plus importante du Steaua est celle contre le Dinamo București. Le derby éternel ("Le Derby éternel") est la principale rencontre de football roumain depuis 1948, le Steaua et le Dinamo étant les deux équipes de football les plus titrées du pays. Il y a eu plus de 150 matchs joués jusqu'à présent entre le Steaua et le Dinamo dans la Ligue roumaine, la Coupe de Roumanie et aussi la Supercoupe de Roumanie.  Avec 44 titres combinés (Steaua - 26; Dinamo - 18), les deux équipes en ont remporté 36 de plus que le troisième club de Liga I le plus titré, le Venus București.
C'est aussi un match entre les anciens clubs de l'armée roumaine (Steaua) et du ministère de l'Intérieur (Dinamo). Plusieurs affrontements entre différentes factions de supporters se sont souvent produits et se produisent encore à l'intérieur et à l'extérieur du stade. L'apogée a été atteinte avant le coup d'envoi du match en 1997, lorsque les supporters du Dinamo ont mis le feu à un secteur de la Peluza Sud du Stadionul Ghencea, où ils étaient affectés. Le 16 août 2016, lors de la défaite 0-5 des barrages de la Ligue des champions du Steaua contre Manchester City, les fans infiltrés du Dinamo ont affiché un énorme message disant Doar Dinamo București("Only Dinamo Bucarest"), qui a été qualifié de l'une des plus grosses farces de l'histoire du football.
Entre octobre 1991 et avril 2000, le Steaua a compté 19 matchs officiels sans défaite devant ses rivaux, tant en championnat qu'en coupe. De plus, une période de 17 ans et 7 mois a été enregistrée au cours de laquelle le Dinamo n'a pas réussi à s'imposer à l'extérieur contre le Steaua en championnat national.
La deuxième rivalité la plus importante était avec le Rapid București, souvent appelé derby de Bucarest. Plusieurs matchs au fil des ans entre le Steaua et le Rapid se sont également soldés par de graves affrontements entre supporters. Les deux clubs se sont rencontrés plus de 140 fois, à commencer par la victoire 1-0 du Rapid le 4 novembre 1947. Le conflit est devenu encore plus féroce après que le Steaua a dépassé le Rapid en quart de finale entièrement roumain de la Coupe UEFA 2005-2006. Le conflit entre les fans est devenu encore plus féroce depuis lors. La rivalité s'étend également à d'autres sports. Les journaux sportifs locaux ont indiqué que les deux équipes étaient reliées dans ce quart de finale par la ligne du tramway numéro 41 qui relie le stade Ghencea au Stade Valentin Stanescu. La rivalité s'étend également à d'autres sports.
Des rivalités plus douces et historiques existent également avec des équipes non basées à Bucarest, telles que CFR Cluj, Universitatea Craiova, Politehnica Timișoara, Petrolul Ploiești, Universitatea Cluj et une récente avec l'Astra Giurgiu.

## Supporters
D'après une étude réalisée en juin 2007, le Steaua Bucarest est le club de football le plus populaire de Roumanie (42 %), suivi par le Dinamo Bucarest (12 %) et le Rapid Bucarest (9 %). La majeure partie des supporters du Steaua est à Bucarest, particulièrement dans les quartiers voisins du Stade Ghencea, qui couvrent toute la moitié sud de la capitale roumaine. Le club possède également un grand nombre de fans à l'intérieur du pays mais aussi à l'étranger grâce aux émigrés roumains.
Le mouvement Ultra du Steaua commença en 1995 avec la formation de l'Armata Ultra (AU), le premier groupe d'ultras organisés de Bucarest et le deuxième de Roumanie, après le Commando Viola Ultra Curva Sud du Politehnica Timișoara. Le groupe augmenta rapidement le nombre de ses membres mais fut dissout en 2001 à cause de problèmes internes.
Actuellement, il existe divers groupes, situés en tribune nord (appelée Peluza Nord) : Sharks Ferentari, Tineretului Korps, Titan Boys, Nucleo, Gruppo Tei, Skins Berceni, Insurgenții, Armata 47, Ultras Colentina, Gruppo Est Voluntari, Triada, Roosters ou en tribune sud (Peluza Sud) : Ultras, Stil Ostil, Glas, Vacarm, Banda Ultra.

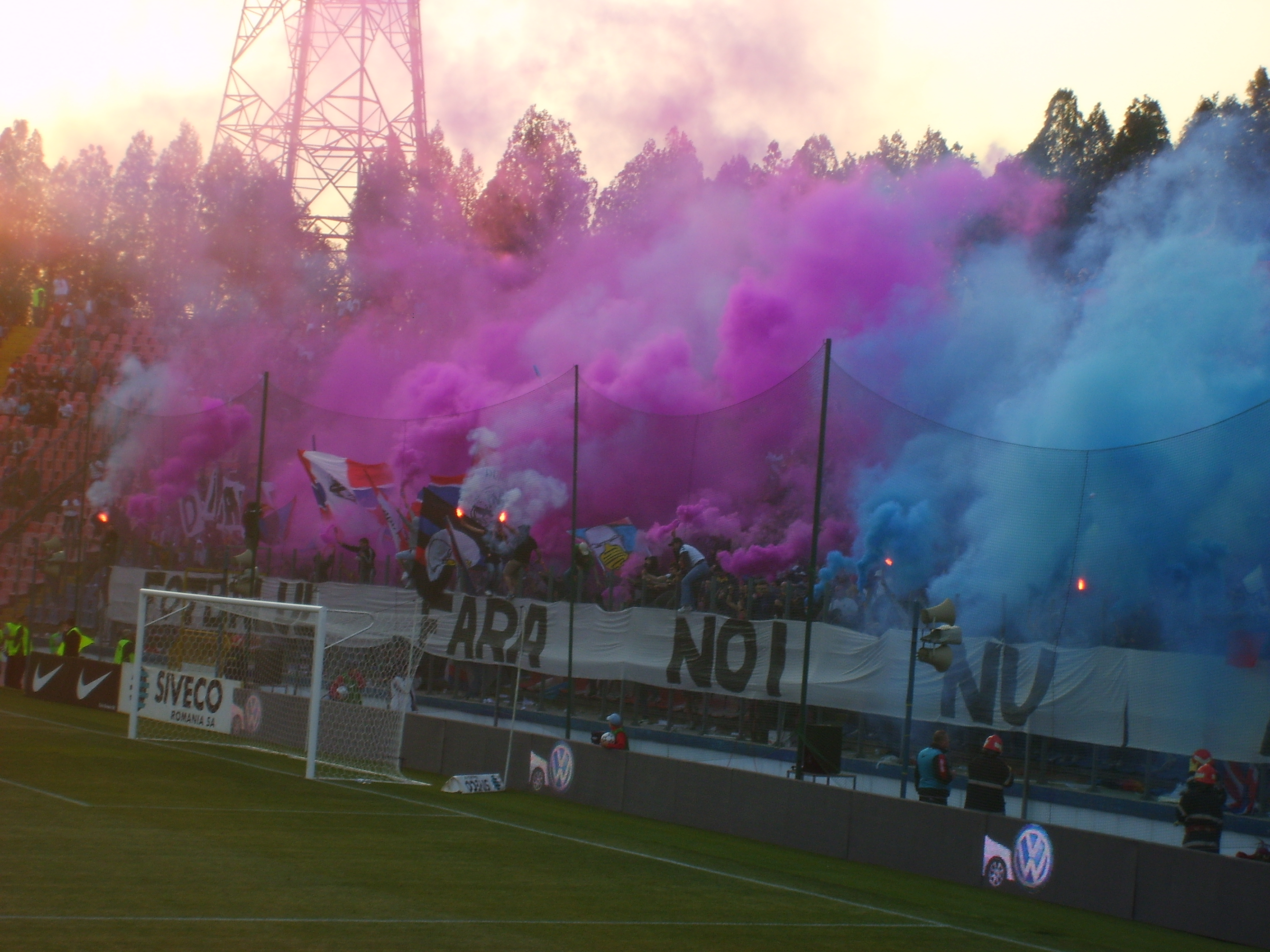
Peluza Nord en 2007
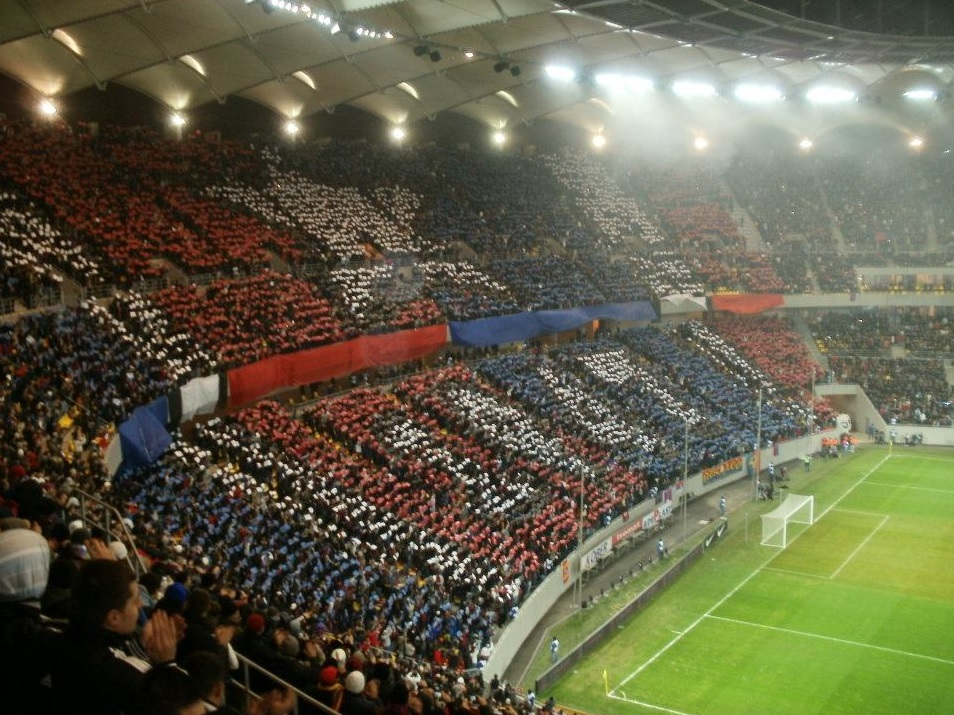
Le tifo des supporters du Steaua au Arena Națională en 2011
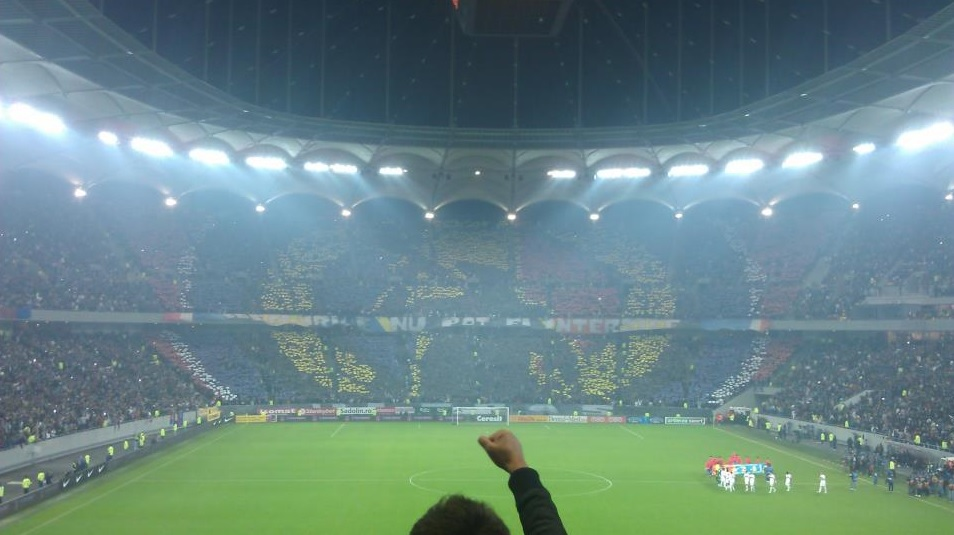
Tifo lors du match derby Steaua-Dinamo en 2012.